# La creación de Eva (Donatello)
La Creación de Eva es una loseta realizada en terracota y pintada que ha sido atribuida a un joven Donatello. Su ejecución se hace remontar al año 1405 o 1407 (en cuyo caso sería la primera obra conocida del artista) o a 1410 aproximadamente, y está conservada en el Museo dell'Opera del Duomo de Florencia. Quizás también proviene del mismo arcón un ejemplar con Historias de Adán y Eva al Victoria and Albert Museum de Londres. 

## Historia y descripción
La loseta quizás proviene de un arcón perdido que contenía las Historias de la Génesis, del cual hace genéricamente mención Vasari como una obra destinada a los Médici en la biografía correspondiente a Donatello en sus Vidas. La obra representa el experimento de terracota revestida de pintura cerámica más antiguo (precursor del trabajo con vidrio puesto a punto por Luca della Robbia), aunque el recubrimiento con pintura a base de plomo con la subsiguiente doradura al frío se ha  perdido casi por completo.
La escena toma referencia de una loseta del Campanario de Giotto de Andrea Pisano, con los personajes principales situados en las mismas posiciones si bien Eva, que en la obra del siglo XIV se encuentra casi reclinada, aquí se encuentra representada ya de pie mientras se aferra con sus brazos a  Dios que la ha creado, abrazándole.
La obra, que revela una cierta influencia de las obras de Lorenzo Ghiberti, sobre todo en la conjunción entre las figuras modeladas a la antigua y un paisaje rocoso típicamente gótico, ha sido atribuida en el pasado a varios artistas, desde Luca de la Robbia al propio Ghiberti. La atribución a Donatello está confirmada también por un documento del 1404 que atestigua su presencia junto a Ghiberti en los trabajos realizados en la puerta norte del Baptisterio de Florencia. Además el perfil de Adán muestra analogías con otras obras juveniles, como el Santo Marco de la  iglesia de Orsanmichele y el crucifijo de la Santa Cruz.
La obra representa un tierno abrazo entre Dios y Eva en el cual se transmite el valor paternal presente en la escena, que es además muy conmovedor.